# Mimosa Willamo
Mimosa Helena Willamo (Helsinki, 9 novembre 1994) è un'attrice finlandese.

## Biografia
Cresciuta a Espoo, Mimosa Willamo ha completato le scuole superiori a Kallio e ha recitato sia in lingua finlandese sia in svedese. Il suo primo ruolo cinematografico, Päin seinää, le ha permesso di vincere il premio Jussi alla miglior attrice non protagonista. Nel 2016 è nel cast dell'horror Lake Bodom, con il quale ha vinto il premio come miglior attrice allo Screamfest Horror Film Festival.
Dal 2018 al 2021 è nel cast della serie Deadwind. Nel 2020 ha vinto un secondo premio Jussi, questa volta nella sezione di attrice protagonista, grazie alla sua interpretazione nel film Aurora, diretto da Miia Tervo. Nelle serie noir Box 21 (2020) e Cell 8 (2022), dirette da Johan Brisinger, ha recitato nel ruolo della detective Mariana Hermansson.
Nel 2022 è tra gli attori principali del film Sisu - L'immortale, che ha debuttato al Toronto International Film Festival. Due anni più tardi ha partecipato, in coppia con il padre, alla seconda edizione di  Amazing Race Suomi, classificandosi seconda.

## Filmografia

### Cinema
- Päin seinää, regia di Antti Heikki Pesonen (2014)
- Lake Bodom (Bodom), regia di Taneli Mustonen (2016)
- Teit meistä kauniin, regia di Tuukka Temonen (2016)
- Swingers, regia di Pamela Tola (2018)
- Aurora, regia di Miia Tervo (2019)
- Elvis & Onerva, regia di Mikael Syrjälä (2019)
- Peruna, regia di Joona Tena (2020)
- Pertsa & Kilu, regia di Taavi Vartia (2021)
- Den svavelgula himlen, regia di Claes Olsson (2021)
- Veden vartija, regia di Saara Saarela (2022)
- Sisu - L'immortale (Sisu), regia di Jalmari Helander (2022)
- Kiljuset!, regia di Reetta Huhtaneno (2022)

### Televisione
- Erinomanlaiset - film TV (2016)
- Lola uppochner – miniserie TV (2016)
- HasBeen – serie TV, 13 episodi (2018-2019)
- Deadwind (Karppi) – serie TV, 28 episodi (2018-2021)
- Pirjo – serie TV, 1 episodio (2018)
- Hulttiot – miniserie TV, 5 puntate (2018)
- Aallonmurtaja - serie TV, 4 episodi (2019)
- Badrumsliv –  serie TV, 18 episodi (2019)
- Roba – serie TV, 12 episodi (2019-2021)
- Roslund & Hellström: Box 21 – miniserie TV, 5 puntate (2020)
- Hotel Swan Helsinki – serie TV, 1 episodio (2020)
- Paras vuosi ikinä – serie TV, 1 episodio (2020)
- Eristyksissä – serie TV, 1 episodio (2020)
- Skye – serie TV, 4 episodi (2020)
- Modernit miehet – serie TV, 1 episodio (2021)
- Roslund & Hellström: Cell 8 – miniserie TV, 6 puntate (2022)
- Den svavelgula himlen – miniserie TV, 3 puntate (2022)
- Renki – serie TV, 4 episodi (2023)
- Murha Hangossa – serie TV, 10 episodi (2024)
- Gåsmamman – serie TV, 2 episodio (2024)

## Riconoscimenti
- Premio Jussi
  - 2015 – Migliore attrice non protagonista per Päin seinää[2]
  - 2017 – Candidatura alla migliore attrice protagonista per Lake Bodom[9]
  - 2020 – Migliore attrice protagonista per Aurora[5]

- Screamfest Horror Film Festival
  - 2016 – Migliore attrice per Lake Bodom[3]

## Doppiatrici italiane
Nelle versioni in italiano delle opere in cui ha recitato, Mimosa Willamo è stata doppiata da:
- Deborah Morese in Deadwind
- Giorgia Carnevale in Sisu - L'immortale